# مات جولد
مات جولد (بالإنجليزية: Matt Gold)‏ (14 يونيو 1988 ويست بالم بيتش الولايات المتحدة - ) هو لاعب كرة قدم أمريكي يلعب كلاعب وسط.

## روابط خارجية
- مات جولد على موقع الدوري الأمريكي (الإنجليزية)
- مات جولد على موقع قاعدة بيانات كرة القدم.إي يو (الإنجليزية)